# 弗格拉什

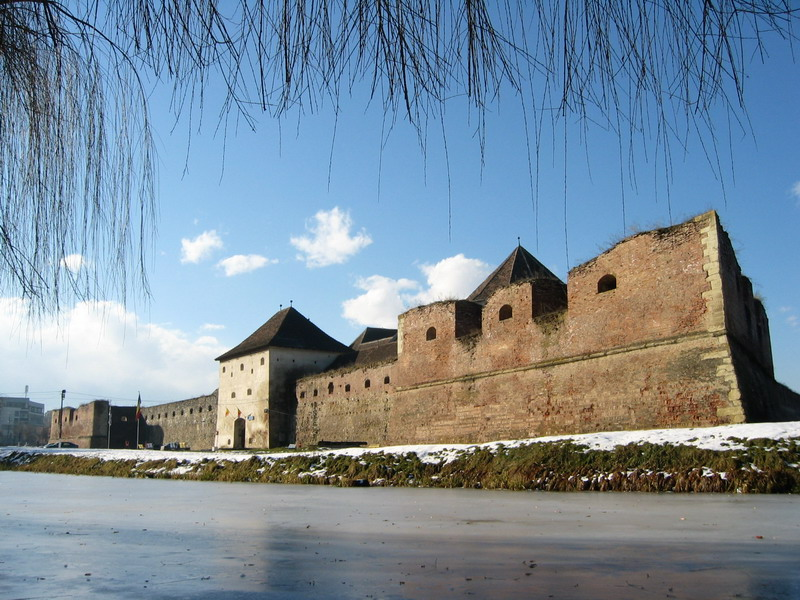

弗格拉什是羅馬尼亞的城市，位於該國中部奧爾特河畔，距離首府布拉索夫66公里，由布拉索夫縣負責管轄，始建於1222年，面積36.41平方公里，2021年人口26,284。